# 秋山純 (演出家)
秋山 純（あきやま じゅん）は、日本のテレビ演出家、テレビプロデューサー。元テレビ朝日所属。

## 来歴
神戸市出身。幼少期に父を亡くし、母子家庭で育った。六甲学院中学校・高等学校を経て、一橋大学社会学部を卒業した。
テニスを愛好していたことから、ウィンブルドン選手権中継に携わりたいという理由でテレビ朝日に入社する。
40歳前後の頃には仕事を辞めることを考えていたが、ドラマ『傷だらけのラブソング』に感銘を受けてプロデューサーに電話をしたことがきっかけとなり、同じチームによる『特命係長・只野仁』に参加する。監督を務めていたときにスポーツ局への異動を命じられ、『ナンだ!?』を担当する傍らでドラマ『アストロ球団』を作ったりした。『只野仁』のパート2に際しては、俳優の高橋克典からの働きかけもあり、スポーツ局所属のままで撮影に参加した。
2018年にテレビ朝日を退職後はフリーランスに転向。個人事務所「株式会社ジュン・秋山クリエイティブ」を設立し代表取締役を務める。 

## 参加作品

### テレビドラマ
- プリティモンキー（1998年、監督）
- 外科医・夏目三四郎（1998年、監督）
- 六本木キャバクラ天使（1999年、監督）
- 天国のkiss（1999年、監督）
- OLヴィジュアル系（2000年、プロデュース、監督）
  - OLヴィジュアル系SP（2001年、プロデュース）
  - OLヴィジュアル系2ndシーズン（2001年、プロデュース、監督）
  - OLヴィジュアル系完結編（2002年、監督）
- 逮捕しちゃうぞ（2002年、プロデュース）
- 特命係長・只野仁（一期 - 四期、2003年 - 2009年、監督）
- アストロ球団（2004年、プロデュース、監督）
- スペシャルドラマ玉蘭（2007年、プロデュース）
- 打撃天使ルリ（2008年、監督）
- 同窓会〜ラブ・アゲイン症候群（2010年、監督）
- 最後の晩餐 刑事遠野一行と七人の容疑者（2011年、監督）
- 陽はまた昇る（2011年、監督）
- 都市伝説の女（2012年、監督）
  - 都市伝説の女2（2013年、監督）
- 匿名探偵（2012年、監督）
  - 匿名探偵2（2014年、監督）
- ママが生きた証（2014年、プロデュース、監督）
- ハッピーリタイアメント（2015年、監督）
- 狙撃（2016年、プロデュース、監督）
- 就活家族（2017年、監督）
- 特命係長 只野仁 AbemaTVオリジナル（2017年、監督）
- ネット歌姫（2019年、監督）
- プリンセスから皇后へ〜雅子さま物語 （2019年、監督）

### 映画
- ポストマン（2007年、企画、プロデュース）
- ハッピーランディング、スピンオフ（2014年、企画、プロデュース）
- ハッピーランディング（2015年、プロデュース）
- 20歳のソウル（2022年、監督）
- 明日を綴る写真館（2024年、監督）
- 栄光のバックホーム（2025年、監督）[3]

### 舞台
- JACOFes（2019年、企画・プロデュース）
  - 2019夏（原宿ベルエポックホール）[4]
  - 2019冬（OPENBASE渋谷）[5]